# ريج نايلور
ريج نايلور (بالإنجليزية: Reg Naylor)‏ هو لاعب كرة قدم أسترالية أسترالي، ولد في 11 نوفمبر 1897 في Neerim South ‏ في أستراليا، وتوفي في 23 نوفمبر 1945 في The Alfred Hospital ‏ في أستراليا.

## وصلات خارجية
- ريج نايلور على موقع AustralianFootball.com (الإنجليزية)
- ريج نايلور على موقع AFLtables.com (الإنجليزية)